# Diomus pumilio
Diomus pumilio är en skalbaggsart som först beskrevs av Julius Weise 1885.  Diomus pumilio ingår i släktet Diomus och familjen nyckelpigor. Inga underarter finns listade i Catalogue of Life.